# 蓟港铁路
蓟港铁路即“天津港千万吨煤炭下海铁路工程”，起自大秦铁路蓟州西站，至李港铁路的东大沽站后进入天津港区。全长196公里。由蓟港铁路有限责任公司运营。

## 历史
1998年，天津市人民政府与中华人民共和国铁道部共同出资9.8亿元建设的国家重点增量投资项目。1998年12月12日开工，2000年底建成，2002年开始运营。从大秦铁路蓟县西站接轨，新建上下行联络线接入津蓟铁路蓟县站，经改造加强的津蓟线、京山三线、天津北环线入北塘西站（编组站），再经新建天津铁路枢纽东南环线（民生村站、海河铁路大桥与地方铁路李港铁路的津南支线接轨，终到天津港务局南疆港铁路海河大桥桥头西端。货流最终在天津港南疆煤码头装船下海。
2007年12月28日,由铁道部、天津市、华能集团共同投资的蓟港铁路扩能改造工程正式开工建设。蓟港铁路扩能改造线路起自天津北环线LDK31+200处胡张庄线路所，新建上下行联络线至既有北塘西站与民生村站间金耀线路所，沿既有线增建二线，经民生村站、咸水沽站，沿马厂减河北侧新建双线至邓善沽站，接既有李港铁路至东大沽站进入天津港南疆港区。为国铁Ⅰ级铁路，双线、自动闭塞。工程总建设长度60.5公里，正线铺轨长度34.67km，区间路基土石方154万方，站场土3.8万方，架设桥梁12座，修建涵洞76座，工程总造价24.5亿元。运力由原来的年运量两千万吨提升为四千万至五千万吨。2009年12月30日扩能改造工程竣工开通。
2023年6月，开始对胡张庄线路所至邓善沽站实施电化改造。